# 大園埔心福隆宮
25°03′10″N 121°13′35″E / 25.052821°N 121.226355°E
大園埔心福隆宮，是位於臺灣桃園市大園區埔心里的開漳聖王廟。

## 沿革
咸豐年間，大園五權、埔心這兩地的閩南與客家人族群關係緊張。信眾因地方不寧而在埔心派出所現址建造福隆宮，咸豐二年（1852年）由游洪春捐地，次年秋落成。
後因當地興建輕便路車站而搬至今址，為大園區埔心里4鄰1號。1995年第四次整修，由時任立委陳根德擔任重建主委，耗資新台幣九千餘萬，2003年12月12日慶祝落成。

## 祭祀
主神開漳聖王為咸豐年間從桃園景福宮分靈。2003年重建落成，神殿內分六座神龕，分別奉祀開漳聖王、玉皇大帝、關聖帝君、觀音菩薩、天上聖母、福德正神等。
元宵節時有乞龜的習俗，由各社團集資共同塑造大型的麵龜抬來此廟。自1957年起，村民會組成稱為「王公會」的互助會，在農曆二月十五日開漳聖王聖誕時，由爐主做莊請全體會員宴飲，並選出下任爐主及首士。
此廟也是竹林山觀音寺巡迴媽輪值到大園及蘆竹時，作為坪位的廟宇。